# 贝勒加德 (塔恩省)
贝勒加德（法語：Bellegarde，法語發音：[bɛlɡaʁd] ⓘ）是法国奥克西塔尼大区塔恩省的一个旧市镇，属于阿尔比区。2016年，贝勒加德与市镇马尔萨勒合并为新市镇贝勒加德-马尔萨勒。

## 地理
贝勒加德（43°54'23"N, 2°16'23"E）面积11.1 平方千米，位于法国奧克西塔尼大區塔恩省，该省份为法国南部内陆省份，北起顺时针与阿韦龙省、埃罗省、奥德省、上加龙省和塔恩-加龙省接壤。
与贝勒加德接壤的市镇（或旧市镇、城区）包括：聖瑞埃里、马尔萨勒、阿尔比茹瓦自由城、穆齐耶伊特勒、弗雷热罗勒、康邦。
贝勒加德的时区为UTC+01:00、UTC+02:00（夏令时）。

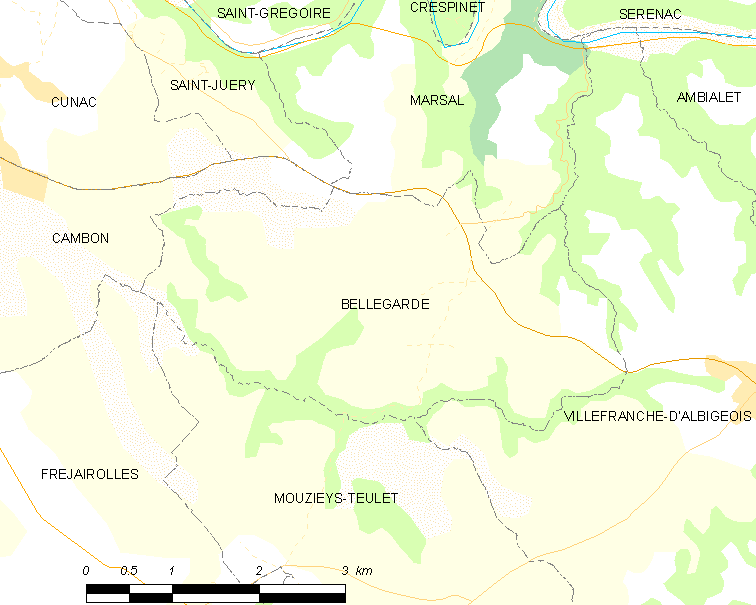
贝勒加德的OSM定位图

## 行政
贝勒加德的邮政编码为81430，INSEE市镇编码为81026。

## 政治
贝勒加德所属的省级选区为上达杜县。

## 人口

1962-2008年间贝勒加德人口变化图示

贝勒加德于2013时的人口数量为441人。